# Манастир Шуљам
Манастир Шуљам је некадашњи манастир на Фрушкој гори, забележен први пут у Сремском дефтеру из 1546. године, у коме се помиње и село Шуљам, када је плаћао 50 акчи пореза.
У следећем попису, двадесет година касније, турске порезне књиге наводе и патрона - Св. Димитрија. Изгледа да је манастир 1578. године запустео. У периоду од 1588. до 1595. године манастир је поново оживео, уживао је знатан посед будући да је плаћао и годишњи порез султану у висини од 500 акчи. Неки истраживачи постојање овог манастира доводе у везу с дрвеном црквом у селу, коју је, по легенди саградио епископ Максим, у световном животу Ђорђе Бранковић. Могуће је да је реч и о цркви чији је патрон био Свети Никола, а за коју, Из веродостојних историјских извора, се зна да је постојала 1733. године. 
Крајем 19. века у непосредној близини села Шуљам откопани су темељи старије цркве, када је пронађено више камених споменика. На том месту сељани су се окупљали једном годишње, уверени да се ради о манастиру Шуљам.